# Færøernes Naturmuseum
Færøernes Naturmuseum (færøsk: Føroya Náttúrugripasavn var et museum, som blev stiftet efter at Lagtinget vedtog en lov om Føroya náttúrugripasavn den 17. august 1955, med ikraftrædelse frá 1. januar 1956. Museet er nedlagt og udstillingerne er flyttet til Færøernes Nationalmuseum.
Museet havde udstillinger om geologi, botanik og biologi, der vedrører Færøerne. På museet blev der forskets  i færøsk botanik og biologi.
62°00′25.5″N 06°46′47.5″V / 62.007083°N 6.779861°V
|  | Denne artikel om en bygning eller et bygningsværk kan blive bedre, hvis der indsættes et (bedre) billede. Du kan hjælpe ved at afsøge Wikimedia Commons for et passende billede eller lægge et op på Wikimedia Commons med en af de tilladte licenser og indsætte det i artiklen. |